# Lusutrombopag
Lusutrombopag, vendido sob a marca Mulpleta entre outras, é um medicamento usado para tratar a trombocitopenia devido a doença hepática crónica. É usado antes da cirurgia e é tomado por via oral.
Os efeitos secundários comuns incluem dor de cabeça. Outros efeitos secundários podem incluir náuseas, trombose da veia porta e erupção cutânea. É um agonista do receptor da trombopoietina, que aumenta o número de plaquetas.
O lusutrombopag foi aprovado nos Estados Unidos em 2018 e na Europa em 2019.